# Cheikhou Bâ
Pour les articles homonymes, voir Ba.
Cheikhou Bâ,  né en 1971 à Dakar, est un artiste plasticien sénégalais, à la fois peintre, sculpteur et dessinateur. Il vit et travaille en Suisse.

## Sélection d'œuvres
- Un homme, deux épouses, 2002 (installation)
- Love is Dangerous, 2004 (fusain sur papier et toile)